# Renedo de la Vega
Renedo de la Vega es una localidad que da nombre al municipio del mismo nombre, de la provincia de Palencia (Castilla y León, España). Enclavado en la comarca natural de Vega-Valdavia.

## Geografía
Su término municipal también comprende las pedanías de Albalá de la Vega, Renedo de la Vega, capital del municipio, Moslares de la Vega y Santillán de la Vega

## Geografía humana

### Demografía
Cuenta con una población de 192 habitantes (INE 2024).
| Gráfica de evolución demográfica de Renedo de la Vega entre 1842 y 2021 |
| |
| Población de derecho según los censos de población del INE Población de hecho según los censos de población del INEEntre el censo de 1897 y el anterior, aparece este municipio porque cambia de nombre y desaparece el municipio 34505 (Moslares de la Vega) Entre el censo de 1857 y el anterior, este municipio desaparece porque se integra en el municipio 34505 (Moslares de la Vega) |

## Patrimonio
Monasterio de Santa María de la Vega cisterciense de estilo mudéjar con una arquitectura única en la comarca de la Vega-Valdavia. Fue una fundación filial del monasterio de Santa María de Benavides, debida a don Rodrigo Rodríguez Girón e Inés Pérez, según la escritura de donación y fundación de 1215. Los sepulcros de los fundadores, que estaban en la capilla mayor, fueron vendidos hacia 1925 y se encuentran en la Hispanic Society de Nueva York. A pesar de haber sido declarado Monumento Histórico-Artístico el 3 de junio de 1931 su deplorable estado de ruina hace que esté incluido en la Lista Roja de Patrimonio en peligro.
Posee también un rollo de justicia convertido en crucero y trasladado al cementerio de la localidad que es Bien de Interés Cultural.